# Jezioro Długie (powiat międzyrzecki)
Jezioro Długie – jezioro w Polsce położone w województwie lubuskim, w powiecie międzyrzeckim, w gminie Bledzew na Bruździe Zbąszyńskiej.

## Położenie i opis
Jezioro położone jest w zachodniej części powiatu międzyrzeckiego, na terenie Bruzdy Zbąszyńskiej. Jego południowym brzegiem przebiega granica gminy Międzyrzecz z gminą Bledzew. Północna część jeziora, otoczona jest lasami, południowa w przeważającej części sąsiaduje z terenami uprawnymi. Brzegi jeziora zajmuje prawie w całości pas szuwarów. Dno zbiornika jak i linia brzegowa są urozmaicone. W północnej części akwenu znajduje się niewielka wyspa. Nad południowym brzegiem jeziora znajduje się przysiółek wsi Gorzyca – Zamostowo. Przez jezioro, z południa na północ, przepływa rzeka Jeziorna. Szerokość cieku pozwala na swobodny dostęp zarówno do położonego na południe jeziora Kursko jak i położonego na północ jeziora Chycina.

## Hydronimia
Jezioro pojawia się w źródłach w 1482 roku – początkowo jako Dlugyeyeszoro, a następnie: Dlugie (1565), Długie (1576), Lange S. (1845), Langer See (1931, 1938), Gęgory (1955). Obecna nazwa została wprowadzona urzędowo 17 września 1949 roku. Państwowy rejestr nazw geograficznych jako nazwę urzędową jeziora podaje Długie, jednocześnie wymienia nazwę rozróżniającą: Gęgory. Według spisu opracowanego przez Komisję Nazw Miejscowości i Obiektów Fizjograficznych (KNMiOF) nazwa tego jeziora to Jezioro Długie.

## Morfometria
Według danych Instytutu Rybactwa Śródlądowego powierzchnia zwierciadła wody jeziora wynosi 95,5 ha, natomiast A. Choiński, poprzez planimetrowanie na mapach 1:50 000, określił wielkość jeziora na 88,5 ha. Jeziorna jednolita część wód powierzchniowych ma powierzchnię 90 ha.
Średnia głębokość zbiornika wodnego to 7,5 m, a maksymalna – 13,3 m. Objętość jeziora wynosi 7171,2 tys. m³. Maksymalna długość jeziora to 2150 m, a szerokość 920 m. Długość linii brzegowej wynosi 6550 m.
Według Atlasu jezior Polski (red. J. Jańczak, 1996) lustro wody znajduje się na wysokości 41,3 m n.p.m., natomiast według numerycznego modelu terenu udostępnionego przez Geoportal lustro wody znajduje się na wysokości 41,2 m n.p.m.
Według Mapy Podziału Hydrograficznego Polski leży na terenie zlewni dziewiątego poziomu Zlewnia jez. Długiego. Identyfikator MPHP to 187895277.

## Zagospodarowanie
W systemie gospodarki wodnej jezioro tworzy jednolitą część wód o kodzie PLLW10382. Administratorem wód jeziora jest Regionalny Zarząd Gospodarki Wodnej w Poznaniu. Utworzył on obwód rybacki, który obejmuje między innymi wody jeziora Długiego, Kursko oraz Młyńskiego (Obwód rybacki Jeziora Długie na cieku Struga Jeziorna – Nr 3). Gospodarkę rybacką na jeziorze prowadzi Gospodarstwo Rybackie Międzyrzecz.
Jezioro pełni również funkcje rekreacyjne. Nad jego brzegami w 2000 roku zlokalizowana była niewielka liczba domków letniskowych. Istnienie szerokiego dopływu i odpływu sprawia, że przez zbiornik wiodą lokalne szlaki kajakowe.

## Czystość wód i ochrona środowiska
Na przełomie lat 80. i 90. XX w. jezioro mieściło się w II klasie czystości, jednak kolejne badania wskazywały na stopniowe pogarszanie się badanych wskaźników. Podczas badań w 2000 roku wody jeziora zostały zaliczone do III klasy. Obniżenie klasy czystości wód wynikało ze wzrostu stężenia fosforu całkowitego, fosforanów, azotu mineralnego i chlorofilu A.
Badania z 2019 roku zaliczyły wody jeziora do wód o złym stanie ekologicznym, co odpowiada V klasie jakości. Wskaźnikiem, który zadecydował o piątej klasie, był stan makrofitów, podczas gdy stan makrozoobentosu i fitobentosu oceniono jako umiarkowany, a stan fitoplanktonu jako dobry. W tym samym roku stan chemiczny wód określono jako poniżej dobrego, elementami przekraczającym normę były zawartość PBDE oraz heptachloru w tkankach ryb. Przeźroczystość wód została określona na 0,8 metra.
Jezioro Długie zostało zakwalifikowane jako podatne na degradujące wpływy zewnętrzne, w związku z czym zostało zaliczone do III kategorii podatności na degradację. Oznacza to, że jest to jezioro o słabych warunkach naturalnych. Negatywny wpływ na ten wskaźnik mają niewielka głębokość średnia, niski wskaźnik stratyfikacji termicznej, niski współczynnik Schindlera, duży procent wymiany wód w ciągu roku (220%) oraz położenie akwenu w zróżnicowanym otoczeniu pól uprawnych i lasów.
Jezioro znajduje się na obszarze chronionego krajobrazu o nazwie Dolina Obry.